# Nyctimene keasti babari
Nyctimene keasti babari is een ondersoort van de vleermuis Nyctimene keasti die voorkomt op het Indonesische eiland Babar. Deze ondersoort is van slechts één exemplaar bekend, een mannetje dat in juni 1898 is gevangen door K. Schädler en nu in Naturalis wordt bewaard.
Deze ondersoort lijkt morfologisch op de andere ondersoorten van N. keasti, maar is een stuk groter. Hij is groter dan de Molukse vorm van de groothoofdbuisneusvleerhond (N. cephalotes), maar ongeveer even groot als de westelijke vorm van die soort, N. c. aplini. De vacht is geelbruin, aan de bovenkant wat donkerder dan aan de onderkant. Op de oren, vingers en vleugels zitten geelwitte vlekken; de vleugels bevatten ook donkerbruine vlekken. De voorarmlengte bedraagt 68,3 mm, de staartlengte 24,5 mm, de oorlengte 14,9 mm, de achtervoetlengte (c.u.) 15,1 mm, de tibialengte 26,8 mm en de schedellengte 32,1 mm.